# Lamyctes caducens
Lamyctes caducens är en mångfotingart som beskrevs av Chamberlin 1938. Lamyctes caducens ingår i släktet Lamyctes och familjen fåögonkrypare. Inga underarter finns listade i Catalogue of Life.